# Лаврентьєв Олег Олександрович
Олег Олександрович Лаврентьєв (7 липня 1926, Псков, РРФСР, СРСР — 10 лютого 2011, Харків) — радяньский i український фізик, заслужений діяч науки і техніки України, доктор фізико-математичних наук.

## Життєпис
Народився в Пскові, в сім'ї вихідців з селян.
Батьки були напівграмотними: батько, Олександр Миколайович, закінчив 2 класи церковноприходської школи, після вечірньої школи в СРСР працював діловодом на псковському заводі; мати, Олександра Федорівна, закінчила чотири класи школи, у СРСР закінчила курси медсестер.
До початку війни Олег Олександрович закінчив сім класів 2-ї зразкової школи м. Пскова. Вже в той час виявляв інтерес до навчальної літератури з ядерної фізики. Після звільнення міста, де він разом з родиною потрапив під німецько-фашистську окупацію, у віці 18 років пішов добровольцем на фронт. Брав участь у боях за визволення Прибалтики (1944—1945), був нагороджений медалями «За перемогу над Німеччиною у Великій Вітчизняній війні 1941—1945 рр.» і «30 років Радянської армії і флоту». Після закінчення війни продовжив строкову службу в м. Поронайську на щойно звільненому від японців Сахаліні.

## Воднева бомбаікерований термоядерний синтез
Прочитавши в 7 класі (1941 р.) книгу «Введення в ядерну фізику», проявив інтерес до цієї теми. У військовій частині на Сахаліні Лаврентьєв займався самоосвітою, користуючись технічною бібліотекою та вишівськими підручниками. Отримуючи грошове забезпечення сержанта, підписався на журнал «Успіхи фізичних наук». У 1948 році командування частини доручило Лаврентьєву підготувати лекцію з ядерної фізики. Маючи кілька вільних днів на підготовку, він заново переосмислив проблему і написав листа в ЦК ВКП(б). З Москви прийшов припис створити Лаврентьєву умови для роботи. У виділеній йому закритій кімнаті він написав свої перші статті, відіслані в липні 1950 року у відділ важкого машинобудування ЦК секретною поштою.

Сахалінська робота Лаврентьєва складалася з двох частин. У першій частині він пропонував пристрій водневої бомби на основі дейтериду літію. У другій частині своєї роботи він описував спосіб отримання електроенергії в керованої термоядерної реакції. У рецензії А. Д. Сахарова на його роботу були такі слова:
«…Я вважаю за необхідне детальне обговорення проекту тов. Лаврентьєва. Незалежно від результатів обговорення необхідно вже зараз відзначити творчу ініціативу автора».
У 1950 році демобілізований Лаврентьєв приїхав до Москви та вступив на фізичний факультет МДУ. Через кілька місяців він був викликаний до секретаря Спеціального комітету № 1 при Раді Міністрів СРСР (Спецкомітету) В. А. Махнева, а через кілька днів — у Кремль до голови спецкомітету з атомної та водневої зброї Л. П. Берії.
Після зустрічі з Берією Лаврентьєв став отримувати підвищену стипендію, замість гуртожитку йому була надана мебльована кімната близько до центру Москви. Він отримав право на вільне відвідування занять, для нього була організоване доставлення наукової літератури, призначені додаткові викладачі фізики, математики та англійської мови — викладачем математики був кандидат наук О. А. Самарський (згодом — академік і Герой Соціалістичної Праці).

Після відкриття у травні 1951 року Державної програми термоядерних досліджень Лаврентьєв отримав допуск в Лабораторію вимірювальних приладів АН СРСР (зараз — Курчатовський інститут), де проводилися дослідження в області фізики високотемпературної плазми під грифом «цілком таємно». Там вже перевірялися розробки Сахарова і Тамма по термоядерному реактору. Лаврентьєв згадував:
«Для мене це було великою несподіванкою. При зустрічах зі мною Андрій Дмитрович жодним словом не обмовився про свої роботи по магнітній термоізоляції плазми. Тоді я вирішив, що ми, я та Андрій Дмитрович Сахаров, прийшли до ідеї ізоляції плазми полем незалежно один від одного, тільки я вибрав в якості першого варіанту електростатичний термоядерний реактор, а він — магнітний».
Згодом Лаврентьєв був позбавлений допуску в лабораторію ЛВПАН і був змушений писати дипломний проєкт без проходження практики і без наукового керівника. Однак він отримав диплом з відзнакою на основі вже зроблених ним теоретичних робіт з керованого термоядерного синтезу.
Навесні 1956 року Лаврентьєв був направлений в ХФТІ (Харків, УРСР) і представив свій звіт про теорії електромагнітних пасток директору інституту К. Д. Синельникову. В 1958 році у ХФТІ була споруджена перша електромагнітна пастка.
Незаперечна роль Лаврентьєва полягає в первісному ініціюванні робіт з керованого термоядерного синтезу.
Вчений помер 10 лютого 2011 року на 85 році життя. Похований на кладовищі в селищі Лісне, поруч з дружиною.

## Оцінка внеску Лаврентьєва в дослідження з керованого термоядерного синтезу в СРСР
Лаврентьєв був першим, хто сформулював проблему керованого термоядерного синтезу і запропонував ряд рішень для здійснення процесу. Конкретна схема реактора, запропонована ним в 1950 році, передбачала термоізоляцію високотемпературної плазми за допомогою створення високовольтного електричного поля.  Ідея Лаврентьєва ініціювала  «пропозиція А. Д. Сахарова і І. Є. Тамма (1950 р.) про розробку тороїдальної моделі магнітного термоядерного реактора» МТР)», де для утримання плазми використовувалося магнітне поле.  
Рецензуючи пропозиції Лаврентьєва, викладені в 1950 році, провідні фахівці в галузі ядерної фізики відзначали «пріоритет, оригінальність і сміливість думок автора». Завдяки ідеям Лаврентьєва виникли нові напрямки в роботі інших авторів: вже згадувані магнітні термоядерні реактори,  ТОКАМАКи, магнітні «пляшки» — «пробкотрони» та ін.